# Wahlkreis Banjul North
Der Wahlkreis Banjul North ist ein Wahlkreis (englisch constituency) für die Wahl eines Abgeordneten der gambischen Nationalversammlung (National Assembly).

## Wahlergebnisse

### Parlamentswahl 2022
| Kandidaten                   | Kandidaten             | Parteien                                                        | Stimmen | %    |
| ---------------------------- | ---------------------- | --------------------------------------------------------------- | ------- | ---- |
|                              | Modou Lamin Bahgewählt | United Democratic Party                                         | 1.658   | 41,4 |
|                              | Ousman Sillah          | People’s Democratic Organisation for Independence and Socialism | 1.204   | 30,0 |
|                              | Samba Njie             | People’s Progressive Party                                      | 1.147   | 28,6 |
| Gesamt                       | Gesamt                 | Gesamt                                                          | 4.009   | 100  |
|                              |                        |                                                                 |         |      |
| Quelle: Electoral Commission |                        |                                                                 |         |      |

### Parlamentswahl 2017
| Kandidaten                   | Kandidaten           | Parteien                                                        | Stimmen | %    |
| ---------------------------- | -------------------- | --------------------------------------------------------------- | ------- | ---- |
|                              | Ousman Sillahgewählt | People’s Democratic Organisation for Independence and Socialism | 1.007   | 37,5 |
|                              | Momodou Lamin Bah    | United Democratic Party                                         | 781     | 29,1 |
|                              | Samba Njie           | unabhängig                                                      | 500     | 18,6 |
|                              | Momodou Mboob        | Gambia Democratic Congress                                      | 229     | 8,5  |
|                              | Pa Ousman Cham       | unabhängig                                                      | 171     | 6,4  |
| Gesamt                       | Gesamt               | Gesamt                                                          | 2.688   | 100  |
|                              |                      |                                                                 |         |      |
| Quelle: Electoral Commission |                      |                                                                 |         |      |

### Parlamentswahl 2012
| Kandidaten                                          | Kandidaten           | Parteien                                              | Stimmen | %   |
| --------------------------------------------------- | -------------------- | ----------------------------------------------------- | ------- | --- |
|                                                     | Alhagi Sillahgewählt | Alliance for Patriotic Reorientation and Construction | –       | –   |
| Gesamt                                              | Gesamt               | Gesamt                                                | 0       | 100 |
|                                                     |                      |                                                       |         |     |
| Quellen: Electoral Commission, Kandidaten – Stimmen |                      |                                                       |         |     |

### Parlamentswahl 2007
| Kandidaten                                          | Kandidaten           | Parteien                                              | Stimmen | %    |
| --------------------------------------------------- | -------------------- | ----------------------------------------------------- | ------- | ---- |
|                                                     | Alhagi Sillahgewählt | Alliance for Patriotic Reorientation and Construction | 1.648   | 79,2 |
|                                                     | Momodou Sarr         | United Democratic Party                               | 432     | 20,8 |
| Gesamt                                              | Gesamt               | Gesamt                                                | 2.080   | 100  |
|                                                     |                      |                                                       |         |      |
| Wahlberechtigte                                     | Wahlberechtigte      | Wahlberechtigte                                       | –       |      |
|                                                     |                      |                                                       |         |      |
| Quellen: Electoral Commission, Kandidaten – Stimmen |                      |                                                       |         |      |

### Parlamentswahl 2002
| Kandidaten                                          | Kandidaten                            | Parteien                                              | Stimmen | %   |
| --------------------------------------------------- | ------------------------------------- | ----------------------------------------------------- | ------- | --- |
|                                                     | José Tetteh Kofie Green-Harrisgewählt | Alliance for Patriotic Reorientation and Construction | –       | –   |
| Gesamt                                              | Gesamt                                | Gesamt                                                | 0       | 100 |
|                                                     |                                       |                                                       |         |     |
| Quellen: Electoral Commission, Ergebnisse – Stimmen |                                       |                                                       |         |     |

### Parlamentswahl 1997
| Kandidaten                   | Kandidaten              | Parteien                                              | Stimmen | %    |
| ---------------------------- | ----------------------- | ----------------------------------------------------- | ------- | ---- |
|                              | Sheikh Omar Njiegewählt | Alliance for Patriotic Reorientation and Construction | 1.834   | 55,2 |
|                              | Ebrima Ndow             | United Democratic Party                               | 1.491   | 44,8 |
| Gesamt                       | Gesamt                  | Gesamt                                                | 3.325   | 100  |
|                              |                         |                                                       |         |      |
| Wahlberechtigte              | Wahlberechtigte         | Wahlberechtigte                                       | 4.926   |      |
|                              |                         |                                                       |         |      |
| Quelle: Electoral Commission |                         |                                                       |         |      |

### Parlamentswahl 1992
| Kandidaten                   | Kandidaten                          | Parteien                                                        | Stimmen | %    |
| ---------------------------- | ----------------------------------- | --------------------------------------------------------------- | ------- | ---- |
|                              | Ibrahima B. A. Kelepha-Sambagewählt | People’s Progressive Party                                      | 1.780   | 51,2 |
|                              | Housainou N’jai                     | United Party / National Convention Party                        | 974     | 28,0 |
|                              | Baboucarr Sise                      | People’s Democratic Organisation for Independence and Socialism | 650     | 18,7 |
|                              | Dodou Gaye                          | unabhängig                                                      | 75      | 2,2  |
| Gesamt                       | Gesamt                              | Gesamt                                                          | 3.479   | 100  |
|                              |                                     |                                                                 |         |      |
| Quelle: Electoral Commission |                                     |                                                                 |         |      |